# Aroni
Aroni – według wierzeń Jorubów z Nigerii leśny bóg, który pożera uciekające przed nim ofiary, natomiast mężnym przekazuje pożyteczne umiejętności. Przedstawiany był jako jenonogi mężczyzna z głową psa i ogonem.